# Lydia Rodríguez Fernández
Lydia (Madrid, 15 januari 1980) is een Spaanse zangeres, die onder meer de Barbara Dex Award in 1999 heeft gewonnen.
Voor het Europese publiek is Lydia met name bekend geworden vanwege haar verschijning tijdens het Eurovisiesongfestival 1999, toen zij met een regenboogjurk deelnam. Ze scoorde met één punt de 23e plaats voor Spanje met het liedje No quiero escuchar.